# 上東遺跡

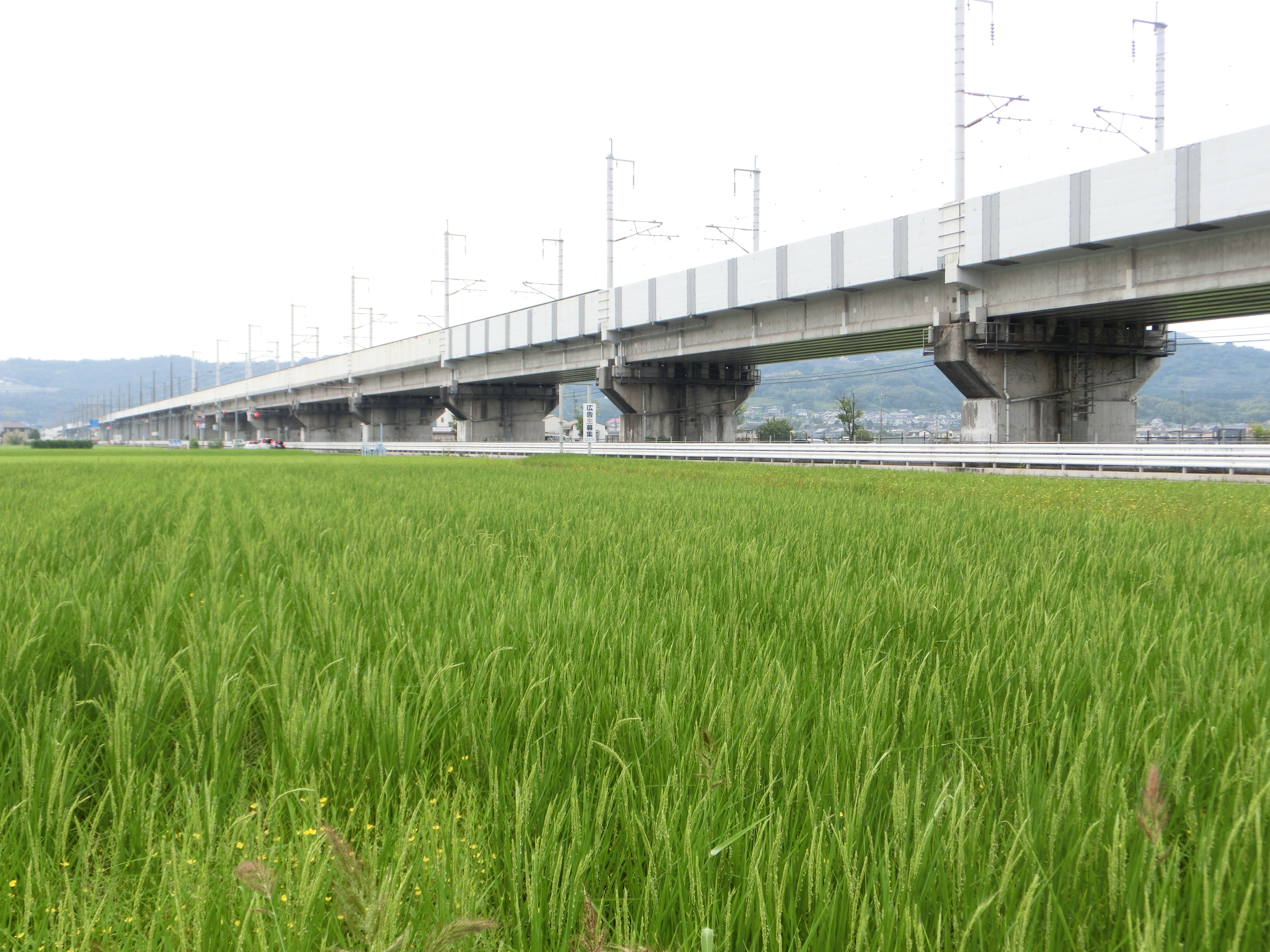
山陽新幹線工事前の事前調査で大規模な古代遺跡が発見され、将来の再調査の為に特別に数百メートル区間のみ、橋げた式の高架構造に変更された（2020年10月6日撮影）。

上東遺跡（じょうとういせき）は、岡山県倉敷市上東にある、弥生時代後期から古墳時代前期の集落跡を中心とし、古代から中世にかけての遺構も包含する複合遺跡である。

## 概要
倉敷市東部の足守川西岸の自然堤防上に、弥生・古墳時代を中心に営まれた集落遺跡で、吉備国の中核的地域を担っていたとされる。竪穴建物の他、製塩炉、波止場状遺構などが発見されている。9,608個の桃核の他、多数の土壙や土器、木製品が、当時の河口近くに設けられていた波止場状遺構の、船溜まりを形作る突堤の南側から出土している。この波止場状遺構は地表下70センチメートルで発見され、幅は14.5メートルから4メートル、長さは少なくとも45メートルほど、また高さは2メートルほどになる。さらに構造的には粘土と砂と杭、また当時最新の技術である敷粗朶を用いて築かれている。
出土した土器は、発達した頸部に太い条線文をへら書きした壺と大型器台によって構成されているという特徴を持ち「上東式（じょうとうしき）」と呼ばれている。また、航海安全祈願祭を行った際の土器も含まれていると考えられており、出土した土器の中には絵画文土器があった。
このように、波止場状遺構は古代吉備国の港湾施設の一部として重要な位置を占めていたと考えられている。波止場状遺構の発見は、一支国であったとされている原の辻遺跡に続き、国内2例目の発見である。
また上東地区では、昭和20年代の田畑の地下げなどの際に、多数の土器が出土していた。この頃から、出土される土器がその特徴を基に「上東式」と呼ばれるようになったとされている。その後、旧、庄村（現・庄地区）内の中央部を東西に横切る、山陽新幹線の岡山駅 - 博多駅間のルートが確定となり、1975年（昭和50年）3月10日の開業が決定となった。これに伴い、山陽新幹線ルートの直ぐ北側に併走する工事車両用の側道を利用した都市計画道路の建設を前に、昭和40年代後半から大規模な発掘調査が始まった。
この結果、事前調査により一部の古代住居跡と大量の土器がさらに発掘された。しかし発掘された遺跡は、西日本の大動脈となる山陽新幹線という特殊な立ち位置と、「新幹線ルートは直線が基本」という事からルート変更は無論、建設日程を遅らせることすら出来ないという厳しい状況下にあった。この影響で、長期間に渡る詳細な発掘調査が出来なくなった。
そこで旧・国鉄との妥協案として、多くの高架橋区間で採用されている四角い2本1組の鳥居状の柱を、乗用車2～3台ほどの間隔で無数に並べる標準的な工法を急遽、河川や幅広道路を渡るような出来るだけ長いサイズのコンクリート橋構造で、箕島高松線（旧一般県道大内田高松線）沿いの『ポンヌフ』東側～『ファミリーマートバラ園前店』間の、約300メートル区間を8本の橋と9本のT字型の橋脚で施工した。
これにより、将来部分的に再調査を実地する際に備えて、遺跡の破損を出来るだけ最低限度に抑えるという苦肉の策により、古代住居跡を含む広範囲で発掘が行なわれ、予定通りに新幹線は開通の運びとなった。その後平成に入り、現在の県道73号箕島高松線（旧一般県道大内田高松線）のように上下線を完全に分離した車線増設工事に伴い、前回の調査終了から20数年ぶりとなる第1次調査が、1996年（平成8年）12月、第2次調査が1998年（平成10年）4月 - 1999年（平成11年）2月までの間に再度の発掘調査を実施した。さらに、弥生時代の土器棺墓群や古墳時代の水田などの遺構、弥生時代の人間の顔が表現された分銅型土製品、鹿角製の管玉、漆入りの土器などの遺物、土器棺の中からは稀有である歯も発見された。
この遺跡で出土した桃核は、水辺の祭祀に使用されたと考えられ、この習俗は中国からの影響が指摘されている。一つの遺構から出土した数としては、全国でも群を抜いて多い。この桃核は、纏向遺跡でも約2,800個出土されている。このことから、古くから岡山は桃とのつながりが深く、後の桃太郎の伝説にもつながったとする考えもある。

## アクセス
- JR山陽本線中庄駅、庭瀬駅から車で約15分。
- 山陽自動車道倉敷IC、岡山IC、早島ICから車で約20分[2]。